# Luke Hughes (hockey sur glace)
Pour les articles homonymes, voir Luke Hughes et Hughes.
Luke Hughes (né le 9 septembre 2003 à Manchester dans le New Hampshire aux États-Unis) est un joueur américain de hockey sur glace. Il évolue à la position de défenseur.

## Biographie
Hughes nait à Manchester, où son père Jim est assistant-entraineur des Monarchs dans la LAH. Durant ses années bantams, il fait la transition vers la position de défenseur, ayant auparavant évolué comme centre. Un changement similaire avait précédemment été fait par Quinn. Ayant grandi dans une famille de hockeyeur, il suit le chemin tracé par ses frères, Quinn et Jack, et rejoint le programme national de développement et déclare pour l'université du Michigan en 2018. Il déclare que l'expérience de ses frères lui a permis d'être mieux préparé pour les différentes étapes de son développement. 
Qualifié d'espoir de premier plan, son potentiel est perçu comme un élément qui pourrait le rendre plus intéressant pour les formations de la LNH dans le cadre du repêchage de 2021. Il se démarque également de ses frères par sa taille plus imposante. Dans les semaines précédent l'évènement, son frère Jack rend public son souhait que Luke le rejoigne au New Jersey. Ce souhait se réalise en juillet 2021 alors que les Devils le sélectionne au quatrième rang au total, assis au côté de ses frères lors de l'occasion, il enfile le maillot de Jack lorsque la sélection est annoncée.

## Parenté dans le sport
Luke Hughes provient d'une famille ayant une histoire avec le hockey sur glace. Ses frères Jack et Quinton jouent aussi au hockey sur glace. Son père, Jim, a joué professionnel et a, entre autres, entrainé le HK Dinamo Minsk et les Monarchs de Manchester pendant une saison tandis que sa mère, Ellen Weinberg-Hughes, a été membre de l'équipe nationale américaine avec laquelle elle a remporté une médaille d'argent au championnat du monde. Finalement, son oncle Marty et son cousin Teddy Doherty ont momentanément été membres de formations professionnelles.

### En équipe nationale
Hughes représente les États-Unis au niveau international.

## Statistiques

### En club
| Saison     | Équipe                   | Ligue      |                            | Saison régulière           | Saison régulière           | Saison régulière           | Saison régulière           | Saison régulière           |                            | Séries éliminatoires       | Séries éliminatoires       | Séries éliminatoires       | Séries éliminatoires | Séries éliminatoires |
| Saison     | Équipe                   | Ligue      | PJ                         | B                          | A                          | Pts                        | Pun                        | PJ                         | B                          | A                          | Pts                        | Pun                        |                      |                      |
| 2016-2017  | Toronto Malboros U14 AAA | GTHL U14   | Statistiques indisponibles | Statistiques indisponibles | Statistiques indisponibles | Statistiques indisponibles | Statistiques indisponibles | Statistiques indisponibles | Statistiques indisponibles | Statistiques indisponibles | Statistiques indisponibles | Statistiques indisponibles |                      |                      |
| 2017-2018  | Little Caesars 14U AAA   | 14U AAA    | Statistiques indisponibles | Statistiques indisponibles | Statistiques indisponibles | Statistiques indisponibles | Statistiques indisponibles | Statistiques indisponibles | Statistiques indisponibles | Statistiques indisponibles | Statistiques indisponibles | Statistiques indisponibles |                      |                      |
| 2018-2019  | Little Caesars 15U AAA   | 15U AAA    | 71                         | 22                         | 61                         | 83                         |                            | -                          | -                          | -                          | -                          | -                          |                      |                      |
| 2019-2020  | USNTDP                   | USHL       | 28                         | 4                          | 9                          | 13                         | 6                          | -                          | -                          | -                          | -                          | -                          |                      |                      |
| 2019-2020  | USNTDP 17                | USDP       | 48                         | 7                          | 21                         | 28                         | 10                         | -                          | -                          | -                          | -                          | -                          |                      |                      |
| 2020-2021  | USNTDP                   | USHL       | 18                         | 4                          | 11                         | 15                         | 8                          | -                          | -                          | -                          | -                          | -                          |                      |                      |
| 2020-2021  | USNTDP 18                | USDP       | 38                         | 6                          | 28                         | 34                         | 14                         | -                          | -                          | -                          | -                          | -                          |                      |                      |
| 2021-2022  | Wolverines du Michigan   | NCAA       | 41                         | 17                         | 22                         | 39                         | 10                         | -                          | -                          | -                          | -                          | -                          |                      |                      |
| 2022-2023  | Wolverines du Michigan   | NCAA       | 39                         | 10                         | 38                         | 48                         | 26                         | -                          | -                          | -                          | -                          | -                          |                      |                      |
| 2022-2023  | Devils du New Jersey     | LNH        | 2                          | 1                          | 1                          | 2                          | 0                          | 3                          | 0                          | 2                          | 2                          | 0                          |                      |                      |
| 2023-2024  | Devils du New Jersey     | LNH        | 82                         | 9                          | 38                         | 47                         | 28                         | -                          | -                          | -                          | -                          | -                          |                      |                      |
| Totaux LNH | Totaux LNH               | Totaux LNH | 84                         | 10                         | 39                         | 49                         | 28                         | 3                          | 0                          | 2                          | 2                          | 0                          |                      |                      |

### En équipe nationale
| Année | Équipe            | Compétition                 |    | PJ | B | A | Pts | Pun                |  | Résultat |
| 2020  | États-Unis U17    | Défi mondial U17            | 6  | 1  | 3 | 4 | 0   | Médaille d'argent  |  |          |
| 2022  | États-Unis junior | Championnat du monde junior | 5  | 1  | 5 | 6 | 0   | 5e place           |  |          |
| 2022  | États-Unis        | Championnat du monde        | 10 | 1  | 3 | 4 | 0   | 4e place           |  |          |
| 2023  | États-Unis junior | Championnat du monde        | 7  | 4  | 1 | 5 | 2   | Médaille de bronze |  |          |
| 2024  | États-Unis        | Championnat du monde        | 8  | 2  | 3 | 5 | 2   | 5e place           |  |          |

## Trophées et honneurs personnels

### LNH
- 2023-2024 : sélectionné dans l'équipe d'étoiles des recrues